# Chaetarcturus acutispinis
Chaetarcturus acutispinis là một loài chân đều trong họ Antarcturidae. Loài này được Kussakin miêu tả khoa học năm 1982.